# 蛇玉
蛇玉（へびたま）とは、玩具花火の一種で、着火すると蛇のような燃えカスが伸び出ると共に、独特の煙を発することを特徴とする花火である。蛇花火（へびはなび）とも。直径1cm,高さ1cm前後の円筒形の星であり、他の花火のようにきれいな火花を散らすものというよりは、平面において星に着火すると伸び出る黒色の燃えカスを観賞するものであり、このため昼間を中心に使われている。火薬量は法律によれば5g以下とされている。
現代の製法では、石炭ピッチを硝酸でニトロ化したものを酸化剤とともに糊で成形して作られる。古くはチオシアン酸第二水銀の示す作用として知られていたが、それ自体も燃焼によって発生する水銀を含む煙も有毒であり、前述のように代替物質である、石炭ピッチを硝酸でニトロ化したものにより、市販製品は安全なものとなっている。

## 引用文献
- 細谷政夫、細谷文夫著、第三章「花火の種類」、『花火の科学』、p.63、東海大学出版、1999。ISBN 4-486-01478-2